# Phacelia capitata
Phacelia capitata är en strävbladig växtart som beskrevs av Kruckeb. Phacelia capitata ingår i Faceliasläktet som ingår i familjen strävbladiga växter. Inga underarter finns listade i Catalogue of Life.